# Termohigrògraf

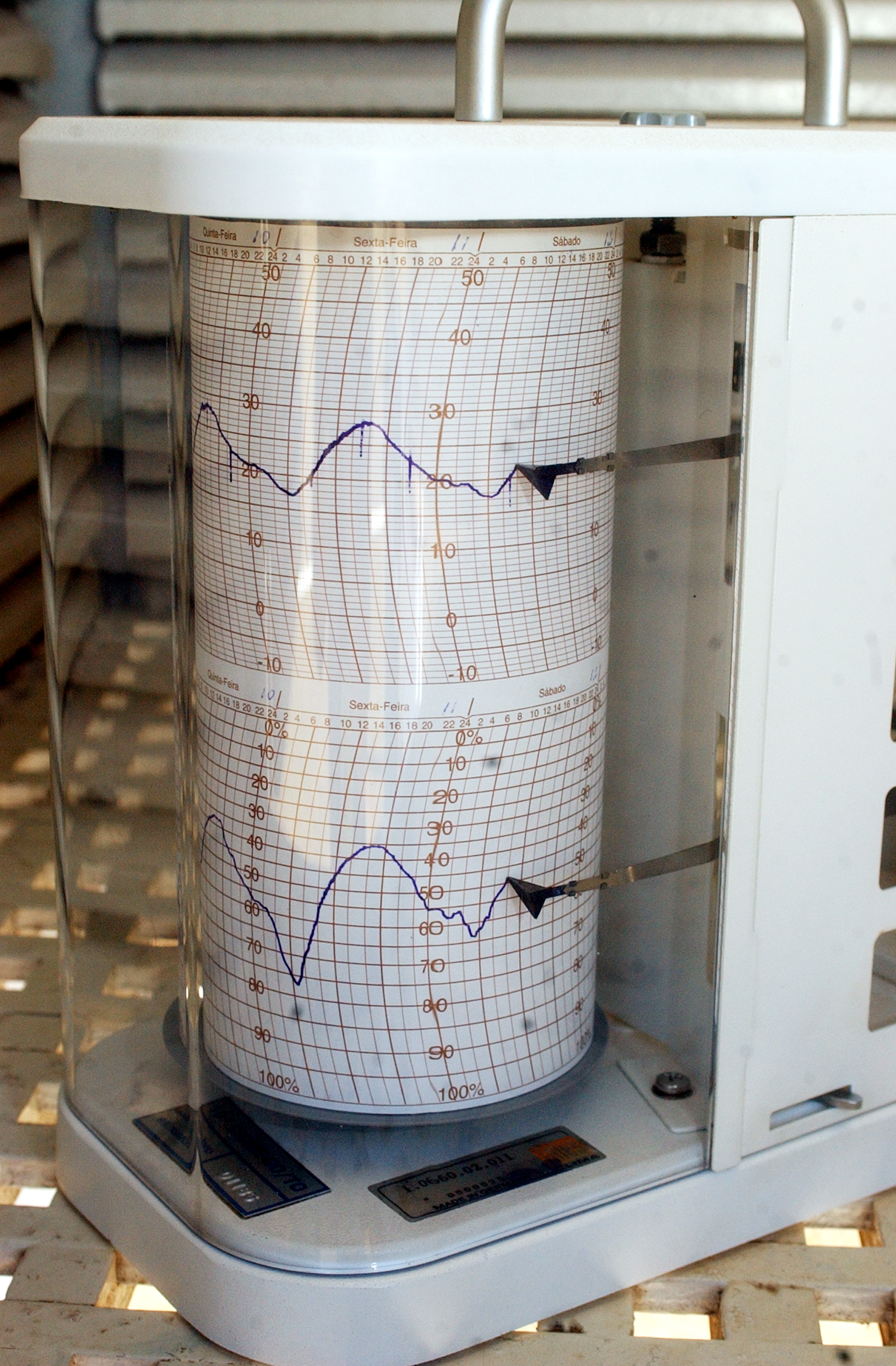
Un termohigrògraf utilitzat per mesurar sobre una banda de paper la temperatura i la humitat relativa.

El termohigrògraf és un aparell registrador sobre paper utilitzat a la meteorologia per a mesurar i enregistrar la temperatura de l'aire i la humitat relativa (o el punt de rosada).
Aparells similars que enregistren només un paràmetre són el termògraf per la temperatura i l'higrògraf per la humitat.

## Característiques de l'instrument
Un termògraf normalment es configura amb un llapis que enregistra la temperatura sobre un cilindre que va girant. El llapis és al final d'una palanca que es controla normalment per una banda bimetàl·lica de material sensible a la temperatura que per acció de la variació de la temperatura de l'aire genera una dilatació / contracció en les plaques. A l'ésser de metalls amb diferent coeficient de dilatació provoquen un moviment que és transmès a un braç. Aquest conté en el seu extrem una ploma amb tinta que traça en la banda de paper la temperatura.
El sensor d'humitat relativa està format per un lligat de crineres de cavall o similar que és molt sensible a la variació de la humitat atmosfèrica. De manera similar al cas de la temperatura es transmet el moviment al braç que amb la ploma traça el paper. És un instrument mecànic que posseïx en la base del tambor un mecanisme de rellotgeria perquè ho faci girar. Posseïx un engranatge doble calibrat perquè d'un gir complet en un dia o una setmana.
La banda de paper té una preimpressió amb els dies o les hores del dia i la humitat relativa en % i la temperatura en °C.
El cilindre rotatiu és mogut per un sistema de rellotgeria, està recobert per un full de paper mil·limetrat de doble zona. La velocitat de rotació es pot regular (cicle de 24 hores a 31 dies).
Normalment en una estació meteorològica es dipositen dins d'una garita meteorològica..

## Usos
S'utilitza en meteorologia, en control hidrotèrmic per calefaccions i aire condicionat, per regular el clima interior en edificis, en arquitectura bioclimàtica, en museus on es conserven objectes que es deterioren amb la humitat, i altres llocs on la relació temperatura i humitat sigui rellevant.